# Gourdan-Polignan
Gourdan-Polignan (em occitano:  Gordan e Polinhan) é uma comuna francesa na região administrativa da Occitânia, no departamento do Alto Garona. Estende-se por uma área de 5.26 km², com 1.203 habitantes, segundo o censo de 2018, com uma densidade de 230 hab/km².